# Mary Arundell
Mary Arundell, comtessa d'Arundel (m. 20 o 21 d'octubre de 1557) va ser una noble i cortesana anglesa. Va ser l'única filla de Sir John Arundell de Lanherne (Cornualla), i de la seva segona esposa, Katherine Grenville. Va ser dama de la cort anglesa durant el regnat d'Enric VIII, servint a dues de les reines i a la filla del monarca, la princesa Maria. Tradicionalment es creia que era l'«erudita Mary Arundell», suposada traductora d'uns versos, però se sap que va ser obra de la seva fillastra, Mary FitzAlan, més tard esposa de Thomas Howard, duc de Norfolk.

## Família
Mary Arundell va ser l'única filla de Sir John Arundell (ca. 1474-8 de febrer de 1545) de Lanherne (Cornualla), i la seva segona esposa, Katherine Grenville (nascuda entre 1489 i 1493), filla de Sir Thomas Grenville (m. 1513).
El pare, John Arundell era fill i hereu de Thomas Arundell (ca. 1452–1485), que després de la derrota de Ricard III a la batalla de Bosworth Field (1485) va donar suport a la reivindicació d'Enric Tudor al tron, i de la seva esposa Katherine Dynham, una de les quatre germanes del baró John Dynham (ca.1433–1501). Arundell va ser nomenat cavaller de l'Orde del Bany quan el futur rei Enric VIII va ser creat duc de York (1494) i va dirigir tropes contra els rebels de Cornualla (1497) i a França el 1513, on va ser nomenat banneret al setge de Thérouanne. El 1509 fou nomenat jutge a Cornualla, on va conduir nombroses comissions a West Country, i va ser nomenat Receptor del ducat de Cornualla (1508). El 1539 fou nomenat membre del Consell de l'Oest. A través del primer matrimoni de John Arundell amb Eleanor Gray, filla de Thomas Gray, primer marquès de Dorset i de Cecily Bonville, va establir vincle amb una família propera a la corona. D'aquest matrimoni van néixer dos germanastres de Mary, l'hereu John Arundell, i Thomas Arundell, i tres filles, Elisabetz, Jane i Eleanor Arundell.
Després de la mort de Bonville, es va casar el 7 de desembre de 1503 amb Katherine Grenvile, la més jove dels vuit fills de Sir Thomas Grenville de Stowe (Kilkhampton, Cornualla) i d'Isabella Gilbert.

## Carrera
Mary Arundell va arribar a la cort d'Anglaterra el 1536 i va servir almenys a dues de les reines d'Enric VIII, Jane Seymour i Anna de Clèveris, així com a la filla del rei, la futura reina Maria. Hom afirma que el seu germanastre, Thomas, va organitzar el seu primer matrimoni amb Robert Radcliffe, primer comte de Sussex, i que alhora va iniciar negociacions amb Thomas Cromwell, que volia casar el seu fill amb la seva germana Jane, tot i que el darrer matrimoni no va arribar a produir-se.
Mary Arundell va morir a Londres i va ser enterrada a l'església de St Clement Danes. Un taüt de plom, que es diu que contenia les seves restes, va ser trobat al castell d'Arundel el 1847 i ara està enterrat sota el terra de la capella de Fitzalan.

## Confusions
Es va atribuir a Mary Arundell haver una de les dones erudites del seu temps, com a presumpta traductora de Sayings and Doings of the Emperor Severus i Selected Sentences of the Seven Wise Men of Greece. Posteriorment, s'ha demostrat que aquesta afirmació no té cap mena de fonament, i les traduccions dels textos clàssics que han sobreviscut entre els manuscrits reials de la Biblioteca Britànica són van ser obra de la seva fillastra Mary FitzAlan, com a regal d'any nou dedicat al seu pare, el segon marit de Mary Arundell, Herny FitzAlan, 19è comte d'Arundel.
A més de la confusió sobre la seva presumpta autoria d’aquestes traduccions, a Mary Arundell se l'ha confós amb Margaret Acland, anomenada Lady Arundell (m. 1691), esposa de John Arundell, membre d'una altra branca dels Arundell de Cornualla.

## Matrimonis i descendència
Es va casar dues vegades, però només va sobreviure-li un fill del primer matrimoni:
- El seu primer matrimoni es va formalitzar el 14 de gener de 1537, esdevenint la tercera muller de Robert Radcliffe, primer comte de Sussex. Mary Arundell es va convertir en madrastra dels tres fills i filles de Sussex pels seus dos matrimonis anteriors.[2] D'aquesta unió en van néixer dos fills, un mort en la infància, i John Radcliffe, que va morir el 1568.
- El segon matrimoni va tenir lloc el 19 de setembre de 1545 amb Herny FitzAlan, 19è comte d'Arundel,[14] de qui va ser la segona esposa. Mary va convertir-se en madrastra dels tres fills del seu marit, fills de Katherine Gray.